# Tîmoșivka, Hlobîne
Tîmoșivka (în ucraineană Тимошівка) este un sat în comuna Hrînkî din raionul Hlobîne, regiunea Poltava, Ucraina.

## Demografie
Componența lingvistică a localității Tîmoșivka
     Ucraineană (98,61%)
     Alte limbi (1,38%)
Conform recensământului din 2001, majoritatea populației localității Tîmoșivka era vorbitoare de ucraineană (98,61%), existând în minoritate și vorbitori de alte limbi.